# Death’s Domain
 Death’s Domain — «Обитель Смерти», карта владений Смерти, придуманная Терри Пратчеттом и нарисованная Полом Кидби. Четвёртая карта из серии карт вымышленной вселенной Плоского мира. Размер карты — 70 на 70 см. На русском языке ещё не издавалась.
Подробная карта Владений Смерти сопровождается доскональным описанием дома и окрестностей.

## Аннотация
Каждый нуждается в месте, где он мог бы спокойно отдохнуть после забот трудового дня. Каждый, в том числе и Смерть, который создал в пространстве между мирами свои собственные владения.
Его дом, созданный по образцу загородных особняков, окружён золотыми пшеничными полями, за которыми на горизонте высятся горы.
При доме есть сад с фруктовыми деревьями, поле для гольфа, лабиринт, пруд с скелетообразными рыбками и пасека с ульями и пчелами, которые дают мёд чёрного цвета.
Его слуга Альберт выращивает настоящие овощи на настоящем огороде.
Пространство внутри дома больше, чем это кажется снаружи. Сердце дома — библиотека, где хранятся книги с жизнеописаниями всех живущих или живших существ, а также хранилище жизнеизмерителей.